# Alex Arseno
Alex Arseno, né le 28 mai 1983 à Curitiba, est un coureur cycliste brésilien.

## Biographie
Alex Arseno commence à pratiquer le cyclisme vers l'âge de quinze ans,. Il devient notamment champion du Brésil sur route en 2004, dans la catégorie des espoirs. Les années suivantes, il poursuit sa carrière sur le circuit de l'UCI America Tour. Durant cette période, il obtient plusieurs victoires dans des courses brésiliennes. Il finit notamment quatrième de son championnat national en 2006.  
Lors du Tour du Paraná 2009, il est contrôlé positif à l'EPO. La Fédération brésilienne prononce à son encontre une suspension de deux ans. Il fait son retour à la compétition en juillet 2011, au sein de l'équipe Funvic. Deux ans plus tard, il termine quatrième d'une étape du Tour du Guatemala. Il se classe également deuxième de la vitesse et troisième de l'omnium aux championnats du Brésil sur piste en 2014. 
En 2015, il réalise une belle saison au niveau national en obtenant de nouvelles victoires et diverses places d'honneur. Il fait cependant l'objet d'un second contrôle positif à l'EPO, peu avant sa participation aux Jeux mondiaux militaires. De nouveau suspendu, il reconnaît sa faute et présente ses excuses. Il annonce par la même occasion la fin de sa carrière cycliste. Après une longue période d'arrêt, il reprend finalement la compétition en 2023, mais à un niveau plus modeste. 

## Palmarès et résultats

### Par année
- 2004
  -  Champion du Brésil sur route espoirs
- 2006
  - 4e étape du Tour de Porto Alegre
  - 4e étape du Tour de Goiás
  - 3e étape du Tour du Paraná
  - 3e étape de la Volta do Litoral Paranaense (contre-la-montre)
  - 3e étape du Tour de Santa Catarina
  - 2e de la Volta do Litoral Paranaense
- 2007
  - 8e étape du Tour de l'État de Sao Paulo
  - 5e étape du Tour du Paraná
- 2008
  - 4e étape du Tour de l'intérieur de São Paulo
- 2009
  - Prova Ciclística 1º de Maio
- 2014
  - 2e du championnat du Brésil de vitesse
  - 3e du championnat du Brésil de l'omnium
- 2015
  - Desafio Tour do Rio
  - Copa Promoson
  - Prova São Salvador
  - Grande Prémio Genival dos Santos

### Classements mondiaux
| Année            | 2005 | 2006 | 2007 | 2008 | 2009 | 2010 | 2011 | 2012 | 2013 | 2014 | 2015 |
| ---------------- | ---- | ---- | ---- | ---- | ---- | ---- | ---- | ---- | ---- | ---- | ---- |
| UCI America Tour | 215e | 31e  | 165e |      | 48e  |      |      |      |      | 266e | 116e |